# Otto Gittinger
Otto Gittinger (* 31. März 1861 in Lauffen am Neckar; † 21. Februar 1939 in Schwäbisch Gmünd) war ein evangelischer Pfarrer und schwäbischer Mundart-Dichter.

## Leben
Gittinger studierte an der Eberhard-Karls-Universität Tübingen Theologie und wurde Mitglied der Burschenschaft Palatia Tübingen im ADB. Er bekleidete Vikarsstellen in Fellbach und Giengen, bevor er 1885 Pfarrverweser in Mitteltal (Baiersbronn) wurde. Seine Mundartdichtungen führten zu Missverständnissen, denen sich Gittinger durch Versetzung nach Hohenstaufen entzog. Von 1905 bis zur Zurruhesetzung 1926 wirkte er in Schwäbisch Gmünd (ab 1918 als Erster Stadtpfarrer).

## Literarisches Schaffen
In der Mundart des oberen Murgtals veröffentlichte Gittinger drei humorvolle Gedichtbände:
- So semmer Leut
- Schwobaleut
- Von dem ond sellam

Von der Übersetzung des Neuen Testaments ins Schwäbische wurde nur ein Auszug zum 1. Petrusbrief gedruckt. Textprobe: „Wia der Jesus den Haufa Leut g’seha hot, ischt er da Berg nuf g’stiega.
Owa am Hang ischt er na g’sessa on seine Jenger om an rom. No hot er a’fanga predicha on hot g’sait:
Selich senn dia, wo iar enwendiche Armuat zu Gott treibt, dia kriaga amol der Hemmel en’s Herz.“
In Baiersbronn erinnert der Otto-Gittinger-Weg an ihn, in Lauffen der Gittingerweg.

## Belege
1. ↑  Georg Schwartzer (Hrsg.): Adreßbuch des Allgemeinen Deutschen Burschenbundes. Stand vom 1. August 1919, Max Schlutius, Magdeburg 1919, S. 44
2. ↑  Wueparchiv.de (Memento des Originals vom 29. September 2007 im Internet Archive)  Info: Der Archivlink wurde automatisch eingesetzt und noch nicht geprüft. Bitte prüfe Original- und Archivlink gemäß Anleitung und entferne dann diesen Hinweis.